# Truly...
Truly... är ett musikalbum av Jim Beard, utgivet 1997 av Escapade Music.

## Låtlista
Alla låtar skrivna och arrangerade av Jim Beard om inget annat anges.
1. "Big Pants" – 5:42
2. "Tandoori Taxi" – 6:02
3. "Gone Was, Gone Will Be" – 5:54
4. "In All Her Finery" – 3:25
5. "Social Climate" – 5:14
6. "Side Two" – 5:07
7. "Hand to Hand" (Musik: Jim Beard – text: David Blamires) – 6:02
8. "Gonna Tell On You" – 4:12
9. "Major Darling's Impossible Halftime Show" – 6:49

## Medverkande
- Jim Beard — keyboards, percussion, sång (9)
- David Blamires — sång, mellofon (9)
- Mark Ledford — sång, piccolatrumpet (9)
- Jon Herington — gitarr, harmonium, sång (1, 9)
- Marc Quinones — percussion
- Aaron Heick — flöjt, piccolaflöjt, klarinett, engelskt horn, oboe
- Stan Harrison — flöjt, klarinett, basklarinett
- Todd Reynolds — violin (4, 9)
- Erik Friedlander — cello (4)
- John Patitucci — kontrabas (4)
- Billy Ward — trummor (1, 4)